# Taka-Onna

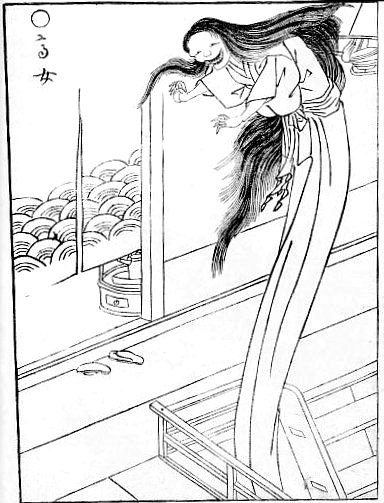
ilustración de una Taka-Onna hecha por Toriyama Sekien

Taka-Onna (高女) es un yokai que camina y deambula en las habitaciones de las personas, son damas celosas y feas que no tienen popularidad con los hombres. Estas se convierten en taka-onnas por sus celos, algunos dicen que es una especie de oni.

## El carpintero y la Taka-Onna
Una vez en la prefectura de Wakayama había un hombre que trabajaba la madera. Este hombre se casó y tuvo un niño. Él contrató a 30 sirvientes a quienes dirigió. Cuando su hijo tuvo 5 años, desapareció misteriosamente. Luego de esta situación, sus sirvientes comenzaron a morir de a uno. Finalmente, cuando quedaban menos de la mitad, un médium llegó a la casa y preguntó qué pasó. El marido respondió que nada especial. El médium luego tomo precaución. El hombre de la casa se sintió extraño. Su esposa pregunto que había hecho el médium y el marido le respondió que solo había preguntado lo que sucedía en la casa y luego se había retirado. La esposa del hombre se puso neurótica y este al ver su reacción, se asustó. Entonces el hombre le mintió a su mujer que tenía fiebre y se acostó temprano. Alguien vino al pie de su cama y le dijo: "Cuando tu mujer regrese mira su apariencia y deberás escapar a las montañas. Debes correr y huir!", Luego de escuchar esto, su esposa regreso y la miro como trataba de recostarse en la cama pretendiendo dormir. Su esposa se convirtió en un oni. Tenía una altura de 2,1 metros. Se quitó la ropa y se convirtió en una dama hermosa acompañada de un estruendo similar a un trueno, pero la mitad de su cuerpo aun continuaba hechizada. El marido se sorprendió y escapó hacia las montañas. Su esposa era una Taka-onna la cual podía controlar el largo de las partes de su cuerpo. Ella había exterminado a los sirvientes y si el marido se hubiera quedado allí también habría sido asesinado por ella.